# Batalla de Macomer

## Antecedents
El 1295 el papa Bonifaci VIII proclamà la pau d'Anagni per tancar la Guerra de les Vespres Sicilianes, en la que Jaume II cedia el regne de Sicília al papa i en rebia 12.000 lliures torneses i, en clàusula secreta, la infeudació del regne de Còrsega i Sardenya. Pel tractat de Cefalù es pactava el matrimoni del mateix Jaume II amb Blanca de Nàpols, filla de Carles II d'Anjou, i eren tornats a aquest els tres fills que havia hagut de deixar com a ostatges a Catalunya en canvi de la seva llibertat. Jaume II va planificar llargament la conquesta de Sardenya, dominada per les repúbliques de Gènova i, sobretot, Pisa. El 1323 una expedició militar comanada pel seu fill i hereu Alfons (després Alfons III el Benigne) va iniciar l'ocupació de l'illa, finalitzada amb la rendició de Castell de Càller, la capital, el 1324. Des de llavors, el domini català sobre Sardenya va ser sovint precari, limitat als ports i ciutats principals, i sempre enfrontat a l'intervencionisme genovès i a l'anhel d'independència dels sards, liderats pel jutge d'Arborea.
A finals del segle xv, l'illa era governada per un virrei. L'època era difícil, amb sovintejades epidèmies de pesta, a més del flagell habitual de la malària, amb el resultat del descens de població. Lleonard II d'Alagó i Arborea, esdevingut el principal senyor sard, va iniciar un intent d'indepedència el 1470, pretenent restablir el jutjat d'Arborea. Va aconseguir derrotar els catalanoaragonesos a la batalla d'Uras el 1470, prenent el castell de Monreale i altres terres reials i intentant casar-se amb la filla del comte de Modica. El virrei, Nicolau Carròs d'Arborea, va anar a Barcelona acusant Lleonard II davant del rei Joan II de rebel·lió i en va obtenir la sentència de mort i la confiscació de béns el 15 d'octubre de 1477.
Els revoltats van atacar el 1478 el Logudoro, però no aconseguiren prendre el castell d'Ardara i foren vençuts per Angelo Marongio a Mores.

## La batalla[4]
L'exèrcit del virrei de Sardenya va desembarcar a Càller l'abril de 1478 i va iniciar negociacions amb Lleonard d'Alagó i Arborea, que van fracassar.
Nicolau Carròs d'Arborea va derrotar els rebels definitivament a Macomer el 19 de maig de 1478. En la batalla van morir entre 8.000 i 10.000 homes, entre els quals Artal d'Alagó i Arborea.

## Conseqüències
Lleonard d'Alagó i Arborea va fugir a Bosa, on va embarcar cap a Gènova, però a alta mar fou traït i lliurat a l'almirall Joan de Vilamarí, que el va dur a València. Allà va ser jutjat i condemnat a mort, però la pena li va ser commutada per la de cadena perpètua, i va ser reclòs al castell de Xàtiva, on va morir el 3 de novembre de 1494.